# Fernmeldeturm Hamburg-Lohbrügge
Der Fernmeldeturm Hamburg-Lohbrügge steht im Bezirk Bergedorf und ist ein so genannter Typenturm (FMT 16). Er überragt mit 138,5 Metern das Waldgebiet Sander Tannen in Hamburg-Lohbrügge und steht ca. 100 m neben dem ehemaligen Wasserturm Sander Dickkopp. Er ersetzte 1987 einen Stahlgittermast aus den 1960er-Jahren.
Auf diesem Fernmeldeturm befinden sich neben den kommerziellen Radio-Sendern auch das analoge 2m und 70-cm Relais DB0HHH des Amateurfunkdienstes (Ausgabefrequenz 145,750 & 438,625 MHz). Die Relais-Sendeantenne befindet sich auf der Spitze des Turmes auf 138,5 m. Die Empfangsantenne ist ca. 20 m weiter unten am Turm. Zusätzlich verfügt dieser Standort eine Anbindung an das HAMNET - womit die Vernetzung zu anderen Amateurfunkstellen, unabhängig vom Internet gegeben ist.

## Frequenzen und Programme

### Analoges Radio (UKW)
Beim Antennendiagramm sind im Falle gerichteter Strahlung die Hauptstrahlrichtungen (Ost = 90°, Süd = 180°) in Grad angegeben.
| Frequenz (MHz) | Programm       | RDS PS             | RDS PI                | Regionalisierung | ERP (kW) | Antennendiagramm rund (ND)/gerichtet (D) | Polarisation horizontal (H)/vertikal (V) |
| -------------- | -------------- | ------------------ | --------------------- | ---------------- | -------- | ---------------------------------------- | ---------------------------------------- |
| 88,1           | Hamburg Zwei   | _HH ZWEI_          | 1451                  | -                | 0,1      | D (90°-150°)                             | H                                        |
| 91,7           | ByteFM         | _ByteFM_           | 105E                  | -                | 0,2      | ND                                       | H                                        |
| 93,7           | Radio BOB!     | BOB_HH_ RADIOBOB   | D7EA (regional), D3EA | Hamburg          | 0,025    | D (90°-150°)                             | H                                        |
| 100,9          | Energy Hamburg | _ENERGY_           | 1B16                  | -                | 0,1      | D (90°-150°)                             | H                                        |
| 102,0          | R.SH           | R.SH_HH_ __R.SH__  | D7E8 (regional), D3E8 | Hamburg          | 0,1      | D (50°-100°)                             | H                                        |
| 107,7          | delta radio    | delta-HH, _delta__ | D7E9 (regional), D3E9 | Hamburg          | 0,1      | D (50°-100°)                             | H                                        |